# Kuno zu Rantzau-Breitenburg

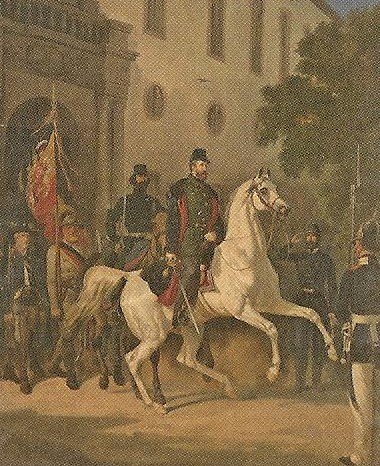
Feodor Dietz: Kuno Graf Rantzau vor Schloss Gottorf (1848)

Graf Kuno Heinrich Karl zu Rantzau (genannt Kuno zu Rantzau-Breitenburg, auch Cuno; * 22. April 1805 in Schwartau; † 3. Dezember 1882 in Rohlstorf) war ein deutscher Jurist, Gutsherr, Amateur-Architekt und Förderer der Auswanderung nach Neuseeland.

## Leben
Kuno zu Rantzau entstammte dem Hause Breitenburg der Familie Rantzau. Er war das fünfte Kind und der zweite Sohn des Großherzoglich Oldenburgischen Kammerherrn und Domherrn zu Lübeck August Wilhelm Franz Graf zu Rantzau (1768–1849) und seiner Frau Sophie, geb. von Bothmer (1771–1846).

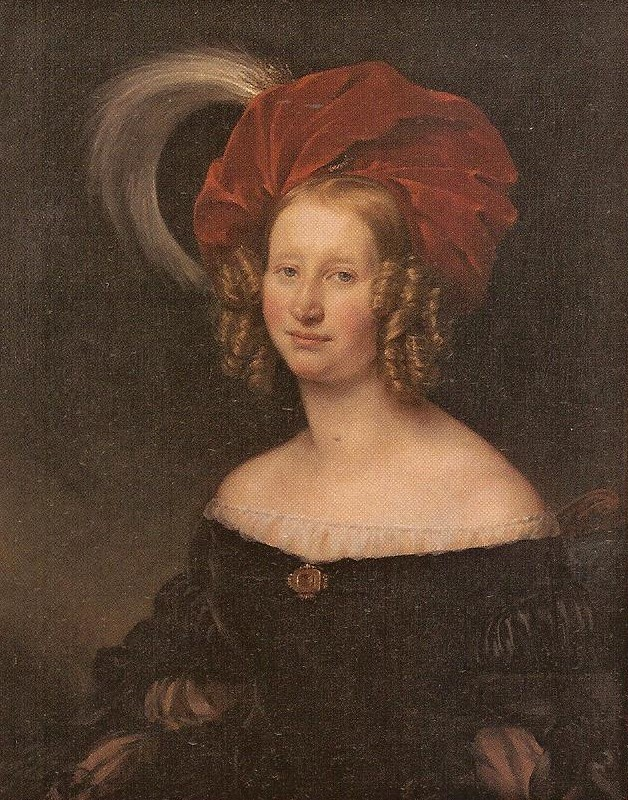
Eduard Magnus: Amalasuntha Gräfin Rantzau (1835)

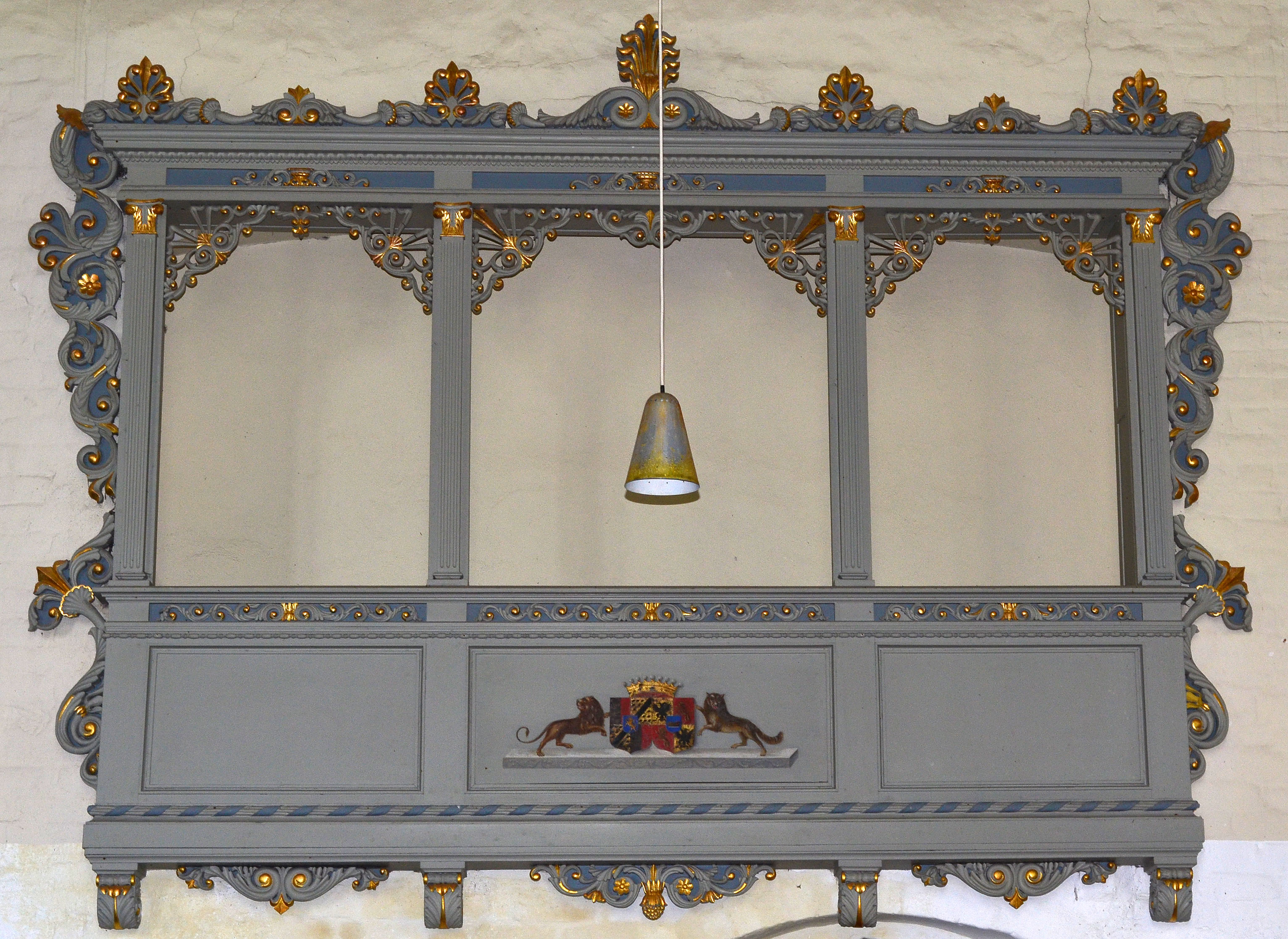
Patronatsloge mit Allianzwappen von Kuno zu Rantzau-Breitenburg und seiner Frau, der Erbjungfer Amalasuntha von Bothmer in der Kirche von Damshagen

1831 heiratete er seine Cousine Amalasuntha Bothmer (1810–1856), eine Tochter des dritten Majoratsherrn auf Schloss Bothmer bei Klütz, Hans Caspar Julius Victor, Graf von Bothmer (1764–1814). 1832 bestand er das juristische Staatsexamen in Glückstadt.
Zur Durchsetzung des von ihm vehement vertretenen Erbanspruchs seiner Frau nach dem mecklenburgischen Erbjungfernrecht auf den Nießbrauch des bothmerschen Familienfideikommisses ließ er zwei Rechtsgutachten anfertigen, die Amalasunthas Anspruch bestätigten. Daraufhin zog das Paar nach Schloss Bothmer und lebte dort bis zu einem Vergleich von 1852. Auch das Recht seiner Familie auf den Rantzauschen Familienfideikommiss (die Grafschaft Rantzau und das Gut Drage), der 1726 nach der Ermordung von Christian Detlev zu Rantzau durch die dänische Regierung eingezogen worden war, versuchte er mehrfach durch Publikationen durchzusetzen, jedoch ohne Erfolg.

In den 1840er Jahren gehörte Rantzau-Breitenburg zu den Förderern eines Siedlungsprojektes in Neuseeland, von dem er sich Profite versprach. Von der New Zealand Company initiiert, trat er mit ihr in ein Geschäft ein, welches er nach dem Bankrott der Company im Jahr 1844 auf eigenes Risiko weiterführen musste. Ein erworbenes Areal in der Nähe von Nelson diente der Ansiedlung. Er finanzierte eine Gruppe von Auswanderern, vornehmlich aus dem Klützer Winkel, die am 21. April 1844 mit der Skjold von Hamburg aus nach Neuseeland reisten und nahe Nelson die Orte Ranzau, Neudorf und Sarau gründeten. Rantzau-Breitenburg schickte zur Überwachung und Abwicklung seines Vorhabens drei seiner Bevollmächtigten mit, Johann Benoit, Carl Kelling und dessen Bruder Johann Friederich Kelling. Letzterer wurde in Neuseeland ein über die Gemeindegrenzen hinaus bekannter Community Leader.

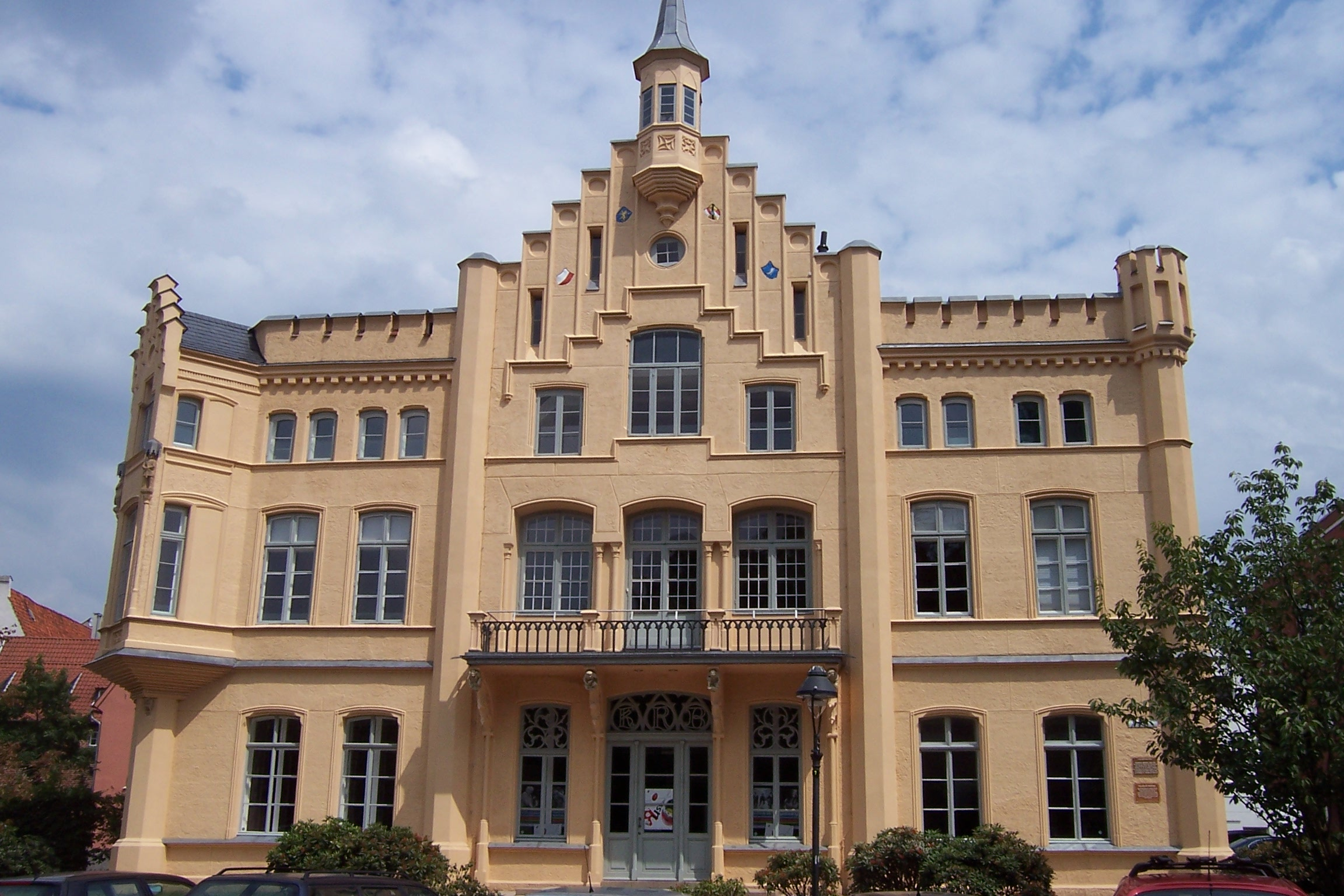
Palais Rantzau

1846 kaufte Rantzau von der Familie Arnemann das Gut Rohlstorf in Holstein und errichtete dort ein neugotisches Gutshaus, das allerdings Anfang des 20. Jahrhunderts nach einem Brand abgebrochen und durch einen Neubau ersetzt wurde.
In der Schleswig-Holsteinischen Erhebung war Rantzau 1848 kurzzeitig Führer des 2. Freikorps. Der regulären Schleswig-Holsteinischen Armee und den preußischen Offizieren ein Dorn im Auge, wurden die Freikorps nach einer Neuorganisation bereits im Juli 1848 aufgelöst.
Nachdem Rantzau Schloss Bothmer verlassen musste, erwarb er 1857 von dem Lübecker Bürgermeister Christian Nicolaus von Evers eine ehemalige Domherrenkurie an der Parade in Lübeck, die er zu einem Stadtpalais, dem Schloss Rantzau umbaute. Mit dem Umbau wollte er zur Wiederbelebung der Gotik beitragen und an das Rittertum des Mittelalters erinnern.
Rantzau zeichnet auch für einen Umbau von Schloss Breitenburg verantwortlich, mit dem das dortige Haus in der zweiten Hälfte des 19. Jahrhunderts um die neugotischen Türme ergänzt wurde.
Sein Sohn Otto zu Rantzau wurde 1895 der 8. Fideikommisherr auf Breitenburg.

## Schriften
- Über die jüngst erschienenen Schriften des Herrn Dr. J. Kerner „Einige Erscheinungen aus dem Nachtgebiete der Natur“ und „Nachrichten von dem Vorkommen des Besessenseins“. 1836
- Armin Sage. Heidelberg: Schwan & Götz in Comm., 1839
- Vorläufige Berichtigung und Widerlegung einiger ... falschen Nachrichten, die Grafschaft Rantzau, deren Besitz und Rechtszustand betreffend. Heidelberg: Oßwald, 1840

dazu: Bericht, die Grafschaft Rantzau und das Gut Drage im Herzogtum Holstein als Anteile des Rantzau-Breitenburger Familien-Fideikommisses betreffend: Zur Ergänzung der 1840 bei Oswald in Heidelberg gedruckten Schrift: „Berichtigungen falscher Nachrichten i. d. S.“ Lübeck: H. G. Rahtgens, 1865
- Des Teutschen Reiches Einheit an Haupt und Gliedern. Hamburg: Hoffmann und Campe, 1848
- Der Raub der Grafschaft Rantzau und anderer zum Rantzau-Breitenburger Familien-Fideikommiß in Holstein gehörenden Güter durch die Könige von Dänemark. Ein öffentlicher Bericht zur Rettung der Wahrheit und des gewaltsam gebeugten Rechts der Rantzaus. Hamburg: Perthes, Besser & Mauke, 1865
- Die für die Landgemeinden nothwendigen Abänderungen der Gemeinde-Ordnung für die Herzogthümer von Schleswig und Holstein vom 16. August 1869: eine Denkschrift. Kiel 1870